# Buhl-Lorraine
Buhl-Lorraine är en kommun i departementet Moselle i regionen Grand Est (tidigare regionen Lorraine) i nordöstra Frankrike. Kommunen ligger i kantonen Sarrebourg som tillhör arrondissementet Sarrebourg. År 2022 hade Buhl-Lorraine 1 191 invånare.

## Befolkningsutveckling
Antalet invånare i kommunen Buhl-Lorraine
| Referens: INSEE |